# Häderlisbrücke
Die Häderlisbrücke ist eine historische Steinbogenbrücke über die Reuss im unteren Bereich der Schöllenen bei Göschenen im Schweizer Kanton Uri. Die Brücke aus dem 17. Jahrhundert wurde 1987 durch ein Hochwasser zerstört und bis 1991 originalgetreu wieder aufgebaut.

## Geschichte

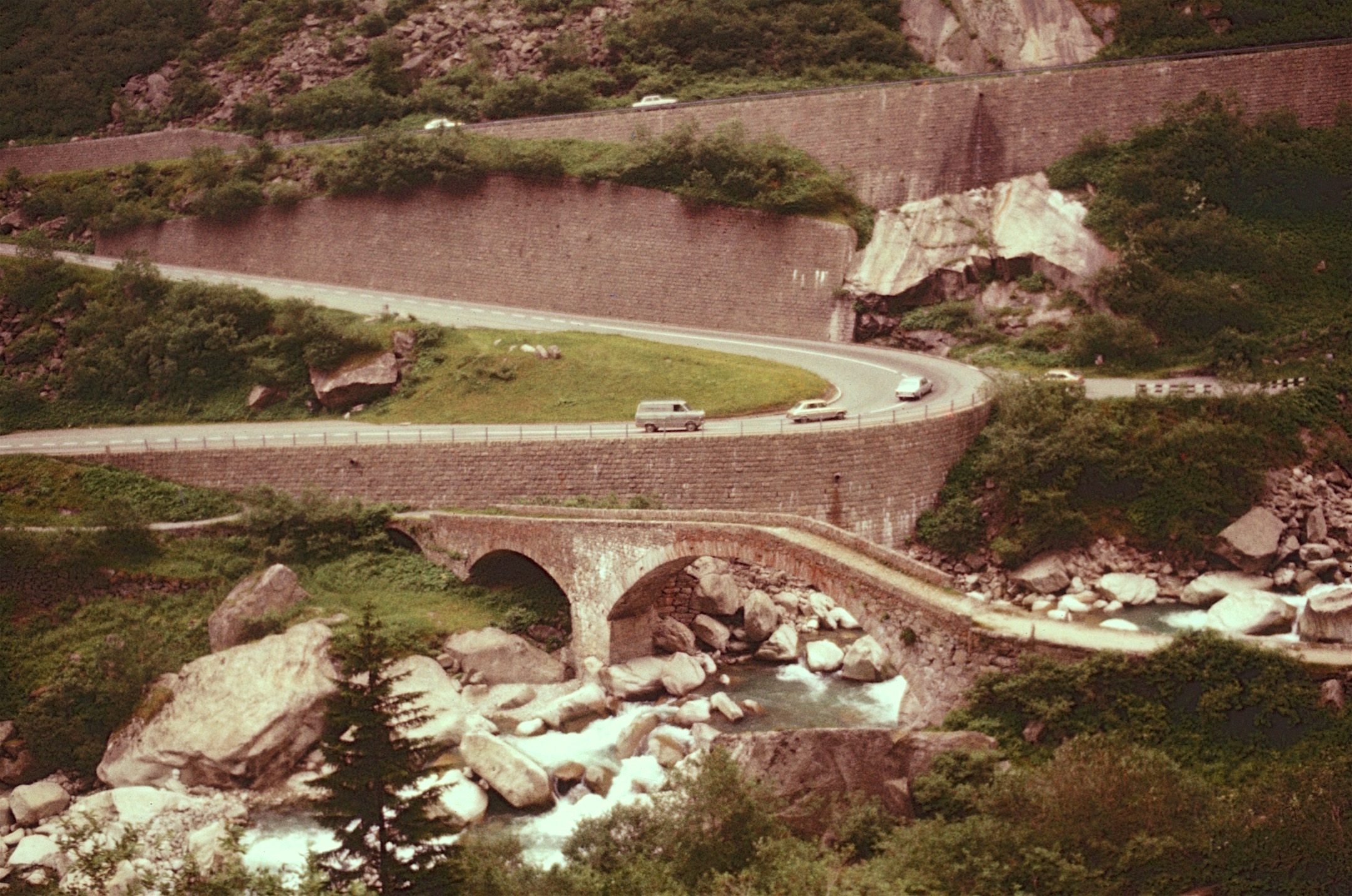
Die Häderlisbrücke 1979

Die Häderlisbrücke wurde 1649 an Stelle eines älteren Steges erbaut. In der Nacht vom 24. auf den 25. August 1987 zerstörte ein Hochwasser die historische Brücke. 1991 errichtete der Kanton Uri mit Hilfe des Bundes und des Schweizerischen Baumeisterverbandes an dieser Stelle eine baugleiche Steinbogenbrücke.
Da die Brücke als wichtiges Zeugnis der Bau- und Kulturgeschichte im Urnertal gilt, in der Bevölkerung beliebt und als formschönes und gut gelungenes Bauwerk betrachtet wird, wurde auf eine originalgetreue Wiederherstellung geachtet. Zunächst wurde die Geometrie der alten Brücke anhand der bestehenden Reste sowie alter Unterlagen restauriert. Dabei halfen vorhandene Stiche und eine umfangreiche Sammlung von Fotografien. Auch half bei der Planung der Vergleich mit anderen Brückenbauwerken, wie die Zollbrücke in Göschenen.
Um eine möglichst originalgetreue Wiederherstellung zu erreichen, wurden die Steine aus einem 300 Meter entfernten Steinbruch gewonnen und nur mit der Hand bearbeitet; auf eine maschinelle Bearbeitung wie Fräsen wurde verzichtet. Schon damals bestand die Brücke aus Granitblöcken, die in Göschenen abgebaut wurden.
Eine Gedenktafel vor Ort erklärt die Geschichte und den Wiederaufbau der Brücke.
Die Baukosten beliefen sich ohne die Projekt- und Bauleitungskosten auf 1,2 Mio. Franken.
Die Brücke steht unter Denkmalschutz.